# Focke-Wulf Fw 191
Focke-Wulf Fw 191 là một mẫu thử máy bay ném bom của Đức quốc xã trong Chiến tranh thế giới II.

## Tính năng kỹ chiến thuật (Fw 191 V6 theo thiết kế)
Đặc điểm tổng quát
- Kíp lái: 360kg/794lb*
- Chiều dài: 18,45 m (60 ft 6 in)
- Sải cánh: 25 m (82 ft)
- Chiều cao: 4,80 m (15 ft 9 in)
- Diện tích cánh: 70,5 m² (759 ft²)
- Trọng lượng rỗng: 11.970 kg (26.389 lb)
- Trọng lượng có tải: 19.575 kg (43.155 lb)
- Động cơ: 2 × Junkers Jumo 222, 1.618 kW (2.200 PS)  mỗi chiếc

 Hiệu suất bay 
- Vận tốc cực đại: 620 km/h ở độ cao 6.350 m (385 mph ở độ cao 20.800 ft)
- Tầm bay: 3.600 km (2.237 mi)
- Trần bay: 9.700 m (31.824 ft)
- Vận tốc lên cao: 6,1 m/s (1.200 ft/phút)
- Tải trên cánh: 278 kg/m² (57 lb/ft²)
- Công suất/trọng lượng: 170 W/kg (0,10 hp/lb)

Trang bị vũ khí

- 4 × Súng máy MG 81 7,92 mm (.312 in)
- 1 × Pháo MG 151/20 20 mm và 2 × Súng máy MG 131 13 mm (.51 in)
- 1 × 20 mm Pháo MG 151/20 và 2 × 13 mm (.51 in) Súng máy MG 131
- 4.200 kg (9.240 lb) bom
- * Trong các tài liệu gốc của Focke-Wulf Fw 191 w/Jumo 222 thì đây là trọng lượng của kíp lái.